# Hens van der Spoel
Hens van der Spoel (Kampen, 8 oktober 1904 – Groenekan, 7 juli 1987) was een Nederlands kunstschilder.

## Levensloop
Zijn jeugd bracht Van der Spoel door in Kampen en Hilversum. Na het behalen van het HBS-diploma aan het Christelijk Lyceum te Hilversum, vervolgde hij zijn studie aan de Amsterdamse Rijksnormaalschool voor Teekenonderwijzers. Hij werd tekenleraar, eerst in Harderwijk en Hilversum en vanaf 1931 in Goes. In 1932 huwde hij Nel Houtman, een keramiste. Het gezin Van der Spoel woonde vanaf 1937 in een boerderij bij Kloetinge.
Tot 1959 bleef Van der Spoel in Zeeland wonen. In 1959 verhuisde hij naar Amsterdam, waar hij twee jaar eerder was benoemd tot docent aan het Instituut voor Kunstnijverheidsonderwijs (later Rietveldacademie). In 1964 werd hij daar adjunct-directeur en in 1969 ging hij met pensioen. Hij bleef als kunstenaar actief. In 1980 verhuisde hij naar Maartensdijk.

## Artistieke ontwikkeling
Stilistisch valt het werk van Van der Spoel moeilijk bij een bepaalde stroming onder te brengen. Naast gouaches van geabstraheerde figuren, zijn er stillevens, landschappen en non-figuratieve composities. Compositie, kleur en materiaalbehandeling waren voor hem belangrijker dan een naturalistische afbeelding van de werkelijkheid. Zijn werk onderging de invloed van de École de Paris en meer in het bijzonder van Georges Braque. Hoewel sommige critici zijn werk later typeerden als gematigd expressionistisch had hij zijn hele leven lang meer aandacht voor Franse kunststromingen dan voor die uit het Duitse taalgebied.
Van der Spoel werkte vrijwel uitsluitend met gouacheverf. Hij had doorgaans meerdere gouaches tegelijk onder handen en wijzigde regelmatig reeds voltooide werken. Na 1955 maakten de geabstraheerde stillevens en figuurstukken meer en meer plaats voor kleurrijke abstracte composities, waarin elke verwijzing naar een zichtbare werkelijkheid was verdwenen.
De eerste solotentoonstelling had Van der Spoel in 1937 in het Kunstmuseum in Middelburg. Na bemiddeling van Jan Sluijters volgde in 1939 een tweede expositie van zijn werk in Kunstzaal Van Lier in Amsterdam. In de periode 1940-1945 kon Van der Spoel exposeren op het privé-adres van Karel Schuurman in Amsterdam, waar 78 belangstellenden deze huiskamertentoonstelling bezochten. Hij weigerde zich in 1942 aan te melden bij de Kultuurkamer en was daarna nauw betrokken bij de organisatie van een aantal zogenaamde ‘zwarte avonden’, waar kunstenaars en intellectuelen discussieerden over uiteenlopende onderwerpen. In 1944, toen de provincie Zeeland was bevrijd van de Duitse bezetting, werd Van der Spoel gevraagd zitting te nemen in de regionale zuiveringscommissie. In 1957 werd hij door de Stichting Kunstenaarsverzet 1942-1945 gelauwerd met de Prijs van de Stichting Kunstenaarsverzet.
Na de Tweede Wereldoorlog exposeerde Van der Spoel regelmatig bij kunstgalerieën in Amsterdam. Op de bekende reeks ‘Contour’ tentoonstellingen in Delft, die gehouden werden tussen 1954 en 1963 waren de gouaches van Hens van der Spoel steeds prominent aanwezig.
In 1963 werd de Kring van Nederlandse Gouachisten opgericht. De groep bestond tien gouachisten waaronder Van der Spoel. De groep trad naar buiten met de tentoonstelling ‘Tien Gouachisten’ die tussen 1963 en 1965 in verschillende steden in Nederland, Duitsland en Denemarken was te zien. Hens van der Spoel was ook nauw betrokken bij de oprichting van de ‘Stichting Henriette Antoinette’ in 1968. Het doel van de stichting was het vormen van een museale collectie van kunstwerken ‘waarvan de belangrijkheid ten gevolge van tijdelijk heersende tendensen niet voldoende wordt onderkend’ (H. Buijs e.a., 2000, p. 18). Voor de collectie van deze stichting werd uiteindelijk in 1975 onderdak gevonden in het Museum Henriette Polak in Zutphen.
Na zijn pensionering in 1969 bleef Van der Spoel als kunstenaar actief. Zijn vaste tentoonstellingslocatie was Galerie De Krijtkring in Hoorn waar hij tussen 1974 en 1984 nog vijf keer exposeerde. In 1972 typeerde Hans Redeker het werk van Van der Spoel als ‘een meesterlijke synthese van Franse helderheid en finesse en een noordelijke drang naar bewogen expressiviteit’ (geciteerd door H. Buijs e.a., 2000, p. 62)
- Bibliothèque nationale de France: cb150175004 (data)
- Biografisch Portaal: 09662571
- Gemeinsame Normdatei: 130255807
- International Standard Name Identifier: 0000 0000 4303 8456
- Library of Congress Control Number: nb2005009837
- Nederlandse Thesaurus van Auteursnamen: 151627835
- RKD-Nederlands Instituut voor Kunstgeschiedenis: 74385
- Système universitaire de documentation: 084526653
- Virtual International Authority File: 20785569
- WorldCat: E39PBJgX7rDcPkkWqtT3ttmWXd